# 13e Golden Globe Awards
De 13e Golden Globe Awards, waarbij prijzen werden uitgereikt in verschillende categorieën voor de beste Amerikaanse films van 1955, vond plaats in 23 februari 1956 in het Hollywood Roosevelt Hotel in Los Angeles, Californië.

## Winnaars
- Beste film - Best Picture - Drama
  - East of Eden
- Beste film - Best Picture - Musical of Komedie
  - Guys and Dolls
- Beste acteur - Best Actor - Drama
  - Ernest Borgnine, Marty
- Beste acteur - Best Actor - Musical of Komedie
  - Tom Ewell, The Seven Year Itch
- Beste actrice - Best Actress - Drama
  - Anna Magnani, The Rose Tattoo
- Beste actrice - Best Actress - Musical of Komedie
  - Jean Simmons, Guys and Dolls
- Nieuwkomer van het jaar (actrice) - Star of the Year (Actress)
  - Anita Ekberg
  - Victoria Shaw
  - Dayna Winter
- Nieuwkomer van het jaar (acteur) - New Star of the Year (Actor)
  - Russ Tamblynn and Ray Danton
- Beste regisseur - Best Director
  - Joshua Logan, Picnic
- Beste buitenlandse film - Best Foreign Language Film
  - The Word (Denemarken)
  - Stella (Griekenland)
  - Sons, Mothers, and a General (West-Duitsland)
  - Eyes of Children (Japan)
  - Dangerous Curves (Verenigd Konkrijk)